# Hecatera
Hecatera är ett släkte av fjärilar som beskrevs av Achille Guenée 1852. Hecatera ingår i familjen nattflyn, Noctuidae.

## Dottertaxa tillHecatera, i alfabetisk ordning[1][2]
- Hecatera accurata Christoph, 1882
- Hecatera agrapha Boursin, 1960
- Hecatera bicolorata Hüfnagel, 1767, Mindre lundfly
  - Hecatera bicolorata obscura Staudinger, 1861
- Hecatera cappa Hübner, 1827
- Hecatera constantialis Boursin, 1960
- Hecatera corsica Rambur, 1832
  - Hecatera corsica weissi Draudt, 1934
- Hecatera deserticola Staudinger, 1879
- Hecatera digramme Fischer de Waldheim, 1820
- Hecatera dysodea Denis & Schiffermüller, 1775, Taggsallatsfly
  - Hecatera dysodea caduca Herrich-Schäffer, 1845
  - Hecatera dysodea faroulti Rothschild, 1914
  - Hecatera dysodea innocens Staudinger, 1870
  - Hecatera dysodea khala] Rungs, 1972
  - Hecatera dysodea subflava Warren, 1910
- Hecatera fixseni Christoph, 1883
- Hecatera maderae Bethune-Baker, 1891
  - Hecatera maderae canariensis Pinker, 1971

## Bildgalleri

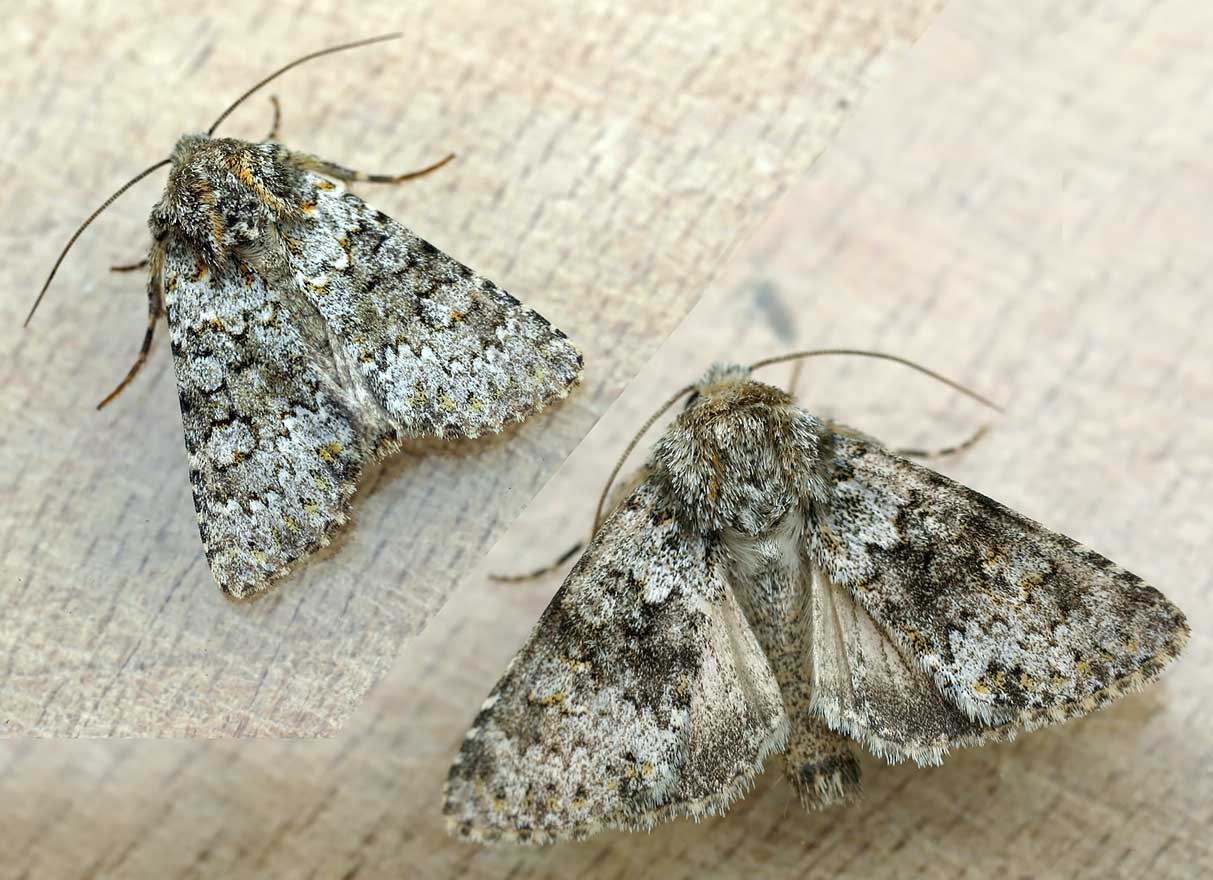
Taggsallatsfly Hecatera dysodea
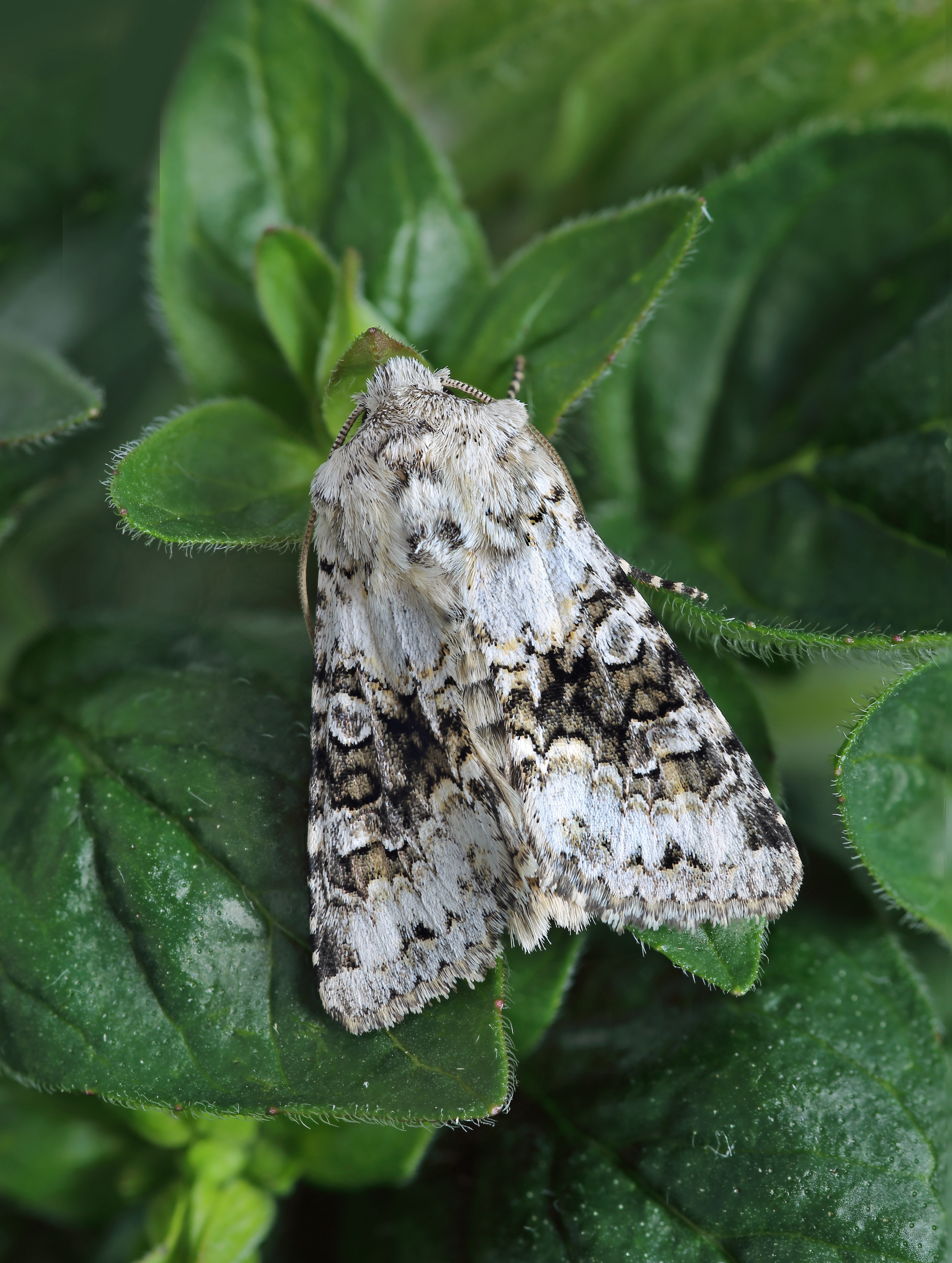
Mindre lundfly Hecatera bicolorata